# Eremobates simoni
Espèce
Eremobates simoni est une espèce de solifuges de la famille des Eremobatidae.

## Distribution
Cette espèce est endémique des États-Unis. Elle se rencontre au Texas, en Oklahoma, au Nouveau-Mexique et en Californie.

## Étymologie
Cette espèce est nommée en l'honneur d'Eugène Simon.

## Publication originale
- Muma, 1970 : A synoptic review of North American, Central American, and West Indian Solpugida (Arthropoda, Arachnida). Arthropods of Florida and Neighboring Land Areas, vol. 5, p. 1-62.